# Regionale raad van Sha'ar HaNegev
De regionale raad van Sjaär HaNegev (Hebreeuws: מועצה אזורית שער הנגב) is een regionale raad in Israël. De raad ligt in het noordwestelijke deel van de Negev.

## Gemeenschappen
| Kibboetsen - Bror Hayil - Dorot - Erez - Gavem - Kfar Aza - Mefalsim - Nahal Oz - Nir Am - Or HaNer - Ruhama | Moshaven - Yakhini | Dorpen - Ibim - Shikmim |

Abu Basma · Alona · al-Batuf · Be'er Tuvia · Beit She'an Vallei · Bnei Shimon · Brenner · Bustan al-Marj · Centraal Arava · Drom HaSharon · Esjkol · Gan Raveh · Gederot · Gezer · Gilboa · Golan · Gush Etzion · Har Hebron · Hefervallei · Hevel Eilot · Hevel Modi'in · Hevel Yavne · Hof Ashkelon · Hof HaCarmel · Hof HaSharon · Jizreëlvallei · Emek HaYarden · Bik'at HaYarden · Lakhish · Lev HaSharon · Lodvallei · Lager Galilea · Ma'ale Yosef · Mateh Asher · Mateh Binyamin · Mateh Yehuda · Megiddo · Megilot · Menashe · Merhavim · Merom HaGalil · Mevo'ot HaHermon · Misgav · Nahal Sorek · Ramat HaNegev · Sha'ar HaNegev · Sdot Negev · Shafir · Shomron · Tamar · Hoger Galilea · Yoav · Zevoeloen